# فینکینستاین آمفاکر سی
فینکینستاین آمفاکر سی (به آلمانی: Finkenstein am Faaker See) یک منطقهٔ مسکونی در اتریش است که در ناحیه فیلاخ-لاند واقع شده‌است. فینکینستاین آمفاکر سی ۸٬۱۹۸ نفر جمعیت دارد.

## خواهرخوانده
شهر ایچوالد خواهرخواندهٔ فینکینستاین آمفاکر سی هست.